# Auguste Bouché-Leclercq
Louis Théodore Auguste Bouché-Leclercq, född 1842, död 1923, var en fransk historiker.
Bouché-Leclercq blev 1887 professor vid universitetet i Paris. Hans mest berömda arbete är L'astrologie grecque.